# Чанакале (вилајет)
Чанакалски вилајет (тур. Afyonkarahisar ili), или вилајет Чанакале, је вилајет у северозападној Турској. Име је добио по истоименом граду.
Овај вилајет се као и истанбулски вилајет једним својим делом простире у Европи (Тракија), а другим у Азији (Анадолија). Европски део обухвата полуострво Галипоље док азијски део обухвата историјску регију Троаду. Дели их мореуз Дарданели који повезује Мраморно море са Егејским. Археолошки остаци града Троје се налазе у овом вилајету.

## Окрузи
Чанакалски вилајет је подељен на 12 округа (престоница је подебљана):
- Ајварџик
- Бајрамич
- Бига
- Бозџада
- Чан
- Чанакале
- Еџеабат
- Езине
- Галипоље
- Гокчеада
- Лапсеки
- Јениџе

## Галерија
- Ферибот који саобраћа између града Чанакале и полуострва Галипоље
- Поглед на Чанакале са Дарданелија
- Сахат кула у центру Чанакалеа